# 대수 방정식
대수 방정식(algebraic equation) 또는 다항 방정식(polynomial equation)은 수학에서 P=0 형식의 방정식이다. 여기서 P는 일부 필드(종종 유리수 필드)에 계수가 있는 다항식이다.
많은 저자에게 대수방정식이라는 용어는 단변량의 경우, 즉 단 하나의 변수만 포함하는 다항방정식만을 의미한다. 반면에, 다항 방정식은 여러 변수를 포함할 수 있으며(다변량의 경우), 이 경우 다항 방정식이라는 용어가 일반적으로 선호된다.
전부는 아니지만 일부 유리수 계수가 있는 다항 방정식에는 동일한 유형의 계수만 포함하는 유한 수의 연산을 사용하여 찾을 수 있는(즉, 대수적으로 풀 수 있는) 대수식인 해가 있다. 이는 1차, 2차, 3차 또는 4차 방정식에 대해 수행될 수 있다. 그러나 5차 이상에서는 전체가 아닌 일부 방정식에 대해서만 수행할 수 있다. 일변량 대수 방정식(근 찾기 알고리즘 문서 참조)의 실수 또는 복소 해와 여러 다변량 다항식 방정식의 공통 해의 정확하고 효율적인 근사치를 계산하기 위해 많은 양의 연구가 이루어졌다.

## 같이 보기
- 대수함수
- 대수적 수
- 근 찾기 알고리즘
- 일차 방정식
- 이차 방정식
- 삼차 방정식
- 사차 방정식
- 오차 방정식
- 육차 방정식
- 칠차 방정식
- 연립 일차 방정식
- 디오판토스 방정식